# Миро, Анри
Анри (Энрике) Миро (фр. Henri (Enrique) Miro) — канадский композитор, дирижёр и музыкальный педагог первой половины XX века, уроженец Каталонии.

## Биография
Энрике Миро родился в Тарреге (Каталония). Начало его музыкальному образованию было положено в монастыре Монсеррат в Каталонии, где его учителем был падре Доминго де Гусман, а позже он занимался в Барселонской консерватории.
В 1898 году Миро переезжает с оперной труппой во Францию, а в 1902 году переезжает в Монреаль (Канада). Там он продолжает работать до конца жизни. Начиная с 1904 года в Канаде ставятся его оперы, исполняются хоровые и инструментальные произведения, он работает как дирижёр и музыкальный педагог. Среди его учеников были композитор и дирижёр Лусио Агостини и кларнетист Рафаэль Маселла. С 1916 по 1921 год Миро был музыкальным директором звукозаписывающей фирмы Berliner Gramophone, а затем занимал ту же должность в компании звукозаписи Compo.
Миро дирижировал постановками опер и оперетт и концертами, а с развитием канадского радиовещания стал одним из первых дирижёров, регулярно сотрудничавших с CBC. Особо популярны были его серии радиоконцертов испанской музыки «Севилиана» и «Мексикана». Как дирижёр он сотрудничал с такими лейблами, как His Master’s Voice, Apex Records и Starr Records.
В 1962 году в честь Миро была названа монреальская авеню Анри-Миро.

## Творчество
За творческую карьеру Миро написал ряд опер и оперетт. Его опера «Девушка ценой в миллион долларов» была поставлена в Монреале в 1915 году. Оперетта «Роман Сюзон» была поставлена в 1914, а затем снова в 1925 году; премьера второй оперетты, «Лолита», состоялась в 1944 году.
Среди хоровых произведений Миро Торжественная месса (впервые исполнена в 1904 году) и кантата Vox populi для оркестра, хора и солистов, написанная на основе 14 франкоканадских мелодий (1928). Его инструментальные произведения включают Scènes mauresques, удостоенные премии Жана Лаллемана на конкурсе композиторов Монреальского симфонического оркестра в 1936 году, «Канадскую симфонию» (1931), инструментальную сюиту «Луксор» и два виолончельных концерта.